# Colonia Nueva Ex-Hacienda de Apulco
Colonia Nueva Ex-Hacienda de Apulco är en ort i Mexiko.   Den ligger i kommunen Metepec och delstaten Hidalgo, i den sydöstra delen av landet, 130 km nordost om huvudstaden Mexico City. Colonia Nueva Ex-Hacienda de Apulco ligger 2 235 meter över havet och antalet invånare är 479.
Terrängen runt Colonia Nueva Ex-Hacienda de Apulco är varierad. Runt Colonia Nueva Ex-Hacienda de Apulco är det ganska glesbefolkat, med 50 invånare per kvadratkilometer. Närmaste större samhälle är San Bartolo Tutotepec, 17,6 km nordost om Colonia Nueva Ex-Hacienda de Apulco. I omgivningarna runt Colonia Nueva Ex-Hacienda de Apulco växer i huvudsak blandskog.